# Thomas Betzwieser
Thomas Ludwig Betzwieser (* 23. März 1958 in Neckarhausen bei Heidelberg) ist ein deutscher Musikwissenschaftler und Opernforscher.

## Werdegang
Betzwieser studierte Musikwissenschaft, Germanistik und Philosophie an der Ruprecht-Karls-Universität Heidelberg, 1989 wurde er dort promoviert. Von 1990 bis 1994 war er Wissenschaftlicher Mitarbeiter von Jürgen Maehder am Institut für Musikwissenschaft der Freien Universität Berlin. 1995–1996 war er Stipendiat des DAAD, Maison des Sciences de l'Homme, Paris, 1996–1998 war er Forschungsstipendiat der Deutschen Forschungsgemeinschaft. 1999–2001 war er Lecturer in Music an der University of Southampton. 2000 erfolgte die Habilitation an der FU Berlin. Von 2001 bis 2012 war Betzwieser Professor für Musikwissenschaft an der Universität Bayreuth. Von 2012 bis zu seiner Pensionierung 2024 war er Ordentlicher Professor für Historische Musikwissenschaft an der Goethe-Universität Frankfurt am Main.
Er ist Mitglied bzw. Sachverständiger in Projektkommissionen der Heidelberger Akademie der Wissenschaften sowie der Mainzer Akademie der Wissenschaften und der Literatur (Mitglied 2015); Mitglied des Herausgebergremiums der Gluck-Gesamtausgabe; Mitherausgeber der Perspektiven der Opernforschung.
Betzwieser ist außerdem Projektleiter von OPERA – Spektrum des europäischen Musiktheaters in Einzeleditionen.